# Coenosia monticola
Coenosia monticola är en tvåvingeart som beskrevs av Xue och Zhao 1998. Coenosia monticola ingår i släktet Coenosia och familjen husflugor. Inga underarter finns listade i Catalogue of Life.